# Balanslikviditet
Balanslikviditet är ett mått inom ekonomistyrning som ger en bild av ett företags effektivitet när det gäller lagerhantering och försäljning.
Balanslikviditeten definieras som kvoten mellan omsättningstillgångar och kortfristiga skulder.